# Noah Emmerich
Noah Emmerich, eg: Noah Nicholas Emmerich, född 27 februari 1965 i New York, New York, USA, är en amerikansk skådespelare. 

## Biografi
Emmerich är född och uppvuxen i New York, där han gick på Yale University. Under skolgången sjöng han i a cappella-gruppen The Yale Spizzwinks. Han studerade senare på NYU Film School, där han skrev och regisserade den prisvinnande kortfilmen The Painter. Hans äldre bror är filmproducenten Toby Emmerich. Emmerich har under sin karriär som skådespelare dykt upp i filmer som Truman Show och Windtalkers, samt serier som The Walking Dead och White Collar. Mellan 2013 och 2018 hade han en huvudroll i TV-serien The Americans, där han spelar FBI-agenten Stan Beeman.

## Filmografi

### Filmer
| År   | Titel                           | Roll                 | Notering                                                    |
| ---- | ------------------------------- | -------------------- | ----------------------------------------------------------- |
| 1993 | Den siste actionhjälten         | 'Rookie'             |                                                             |
| 1994 | Laura Sobers                    | Dale                 | Kortfilm                                                    |
| 1996 | Beautiful Girls                 | Michael "Mo" Morris  |                                                             |
| 1997 | Cop Land                        | Deputy Bill Geisler  |                                                             |
| 1998 | Truman Show                     | Marlon               |                                                             |
| 1999 | Life                            | Stan Blocker         |                                                             |
| 1999 | Tumbleweeds                     | Vertis Dewey         |                                                             |
| 2000 | Frequency                       | Gordo Hersch         |                                                             |
| 2001 | Julie Johnson                   | Rick Johnson         |                                                             |
| 2002 | Windtalkers                     | Privat Chick         |                                                             |
| 2003 | Beyond Borders                  | Elliot Hauser        |                                                             |
| 2004 | Miracle                         | Craig Patrick        |                                                             |
| 2004 | Cellular                        | Jack Tanner          |                                                             |
| 2006 | Little Children                 | Larry Hedges         |                                                             |
| 2007 | Joulutarina                     | Nikolas              | Engelsk dubbning                                            |
| 2008 | Pride and Glory                 | Francis Tierney, Jr. |                                                             |
| 2010 | Trust                           | Al Hart              |                                                             |
| 2010 | Fair Game                       | Bill Johnson         |                                                             |
| 2011 | Super 8                         | Colonel Nelec        | Phoenix Film Critics Society Award för bästa rollbesättning |
| 2011 | Warrior                         | Dan Taylor           |                                                             |
| 2012 | The Fitzgerald Family Christmas | FX                   |                                                             |
| 2013 | Blood Ties                      | Lt. Colon            |                                                             |
| 2014 | Jane Got a Gun                  | Bill Hammond         | Filmar                                                      |

### Television

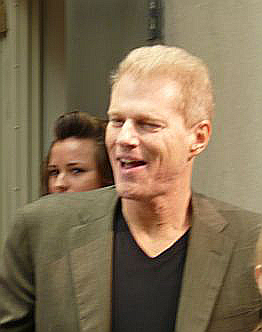
Noah Emmerich 2008

| År        | Titel                             | Roll                  | Notering                                                                        |
| --------- | --------------------------------- | --------------------- | ------------------------------------------------------------------------------- |
| 1993      | Flying Blind                      | Ronald                | Episod: "The Long Goodbye"                                                      |
| 1993      | Precious Victims                  | Patrullman            | TV-film                                                                         |
| 1994      | NYPD Blue                         | Eddie                 | Episod: "Serge the Concierge"                                                   |
| 1994      | Jack Reed: A Search for Justice   | Polis #1              | TV-film                                                                         |
| 1995      | Melrose Place                     | Sam Bennett           | Episod: "Love and Death 101"                                                    |
| 1995      | If Someone Had Known              | Officer Ed Hurt       | TV-film                                                                         |
| 1996      | Smoke Jumpers                     | Rhino                 | TV-film                                                                         |
| 2000      | Vita huset                        | Bobby Zane            | Episod: "Take This Sabbath Day"                                                 |
| 2000      | Wonderland                        | Johnny                | Episod: "Spell Check"                                                           |
| 2005      | Sometimes in April                | Lionel Quaid          | TV-film                                                                         |
| 2005      | Law & Order: Special Victims Unit | Officer Pete Breslin  | Episod: "Ripped"                                                                |
| 2009      | Monk                              | Roderick Brody        | Episod: " Mr. Monk and the Bully"                                               |
| 2009–2010 | White Collar                      | Garrett Fowler        | Episoder: "Free Fall" "Bad Judgment" "Out of the Box" "Point Blank"             |
| 2010      | The Walking Dead                  | Dr. Edwin Jenner      | Episod: "Wildfire" Nominerad - Saturn Award för bästa gästroll - TV             |
| 2013–idag | The Americans                     | FBI-agent Stan Beeman | Huvudroll Nominerad - Critics' Choice Television Award för bästa biroll i drama |